# Махмуд Джем
Махмуд Джем (перс. محمود جم‎; род. 5 октября, 1884 — 29 августа 1969) — премьер-министр (визирь) Ирана при Реза-шахе, дипломат и государственный деятель.

## Биография
Махмуд-хан Мухаммед-Садик оглу родился 5 октября 1884 года в семье служащего в городе Тебризе (Персия). В 1909 году он отправился в Тегеран, где поступил на службу в Министерство юстиции. В 1911 и 1913 гг. — советник посольства и торговый представитель в Франции.
- В 1939 году — министр Двора.
- 1941—1947 гг. — посол в Египте,
- 1947—1948 гг. — министр обороны,
- 1948—1956 гг. — посол в Италии,
- В 1956 году избирался в Сенат (верхняя палата иранского меджлиса).